# Meine beste Freundin Anne Frank
Meine beste Freundin Anne Frank ist ein niederländischer Spielfilm aus dem Jahr 2021. Das Drehbuch basiert auf dem Sachbuch Memories of Anne Frank: Reflections of a Childhood Friend der US-amerikanischen Schriftstellerin Alison Leslie Gold.

## Handlung
Im Mittelpunkt der Filmhandlung steht in erster Linie die Freundschaft zwischen den beiden Mädchen Hannah Goslar und Anne Frank, die in Amsterdam versuchen, trotz der Freiheitseinschränkungen durch die Nationalsozialisten eine unbeschwerte Kindheit zu verbringen. Eines Tages verschwindet Anne zusammen mit ihrer Familie – angeblich in die neutrale Schweiz. Nur ein Jahr später, im Juni 1943, werden Hannah, ihr Vater Hans Goslar und ihre Schwester Gabi ins KZ Bergen-Belsen deportiert. Hier kommt es im Winter 1944/45 zu einer überraschenden Begegnung zwischen Hannah und Anne Frank.

## Hintergrundinformationen
Meine beste Freundin Anne Frank ist der erste rein holländische Spielfilm über das Leben von Anne Frank.
Die Dreharbeiten begannen im Frühjahr 2020 in Ungarn, als in Budapest das KZ Bergen-Belsen detailgetreu rekonstruiert wurde. Weitere Szenen, entstanden, erschwert durch die COVID-19-Pandemie, in der ehemaligen Jodenbuurt, dem Judenviertel in Amsterdam.
Der Film wurde in den Niederlanden ab dem 9. September 2021 in den Kinos gezeigt sowie am 1. September 2021 beim Film by the Sea Film Festival. Er ist seit dem 1. Februar 2022 auf Netflix online zu sehen.

## Kritik
Das Lexikon des internationalen Films vergibt drei von fünf möglichen Sternen und bemängelt, dass der Film „dem Thema […] keine neuen Facetten“ abgewinne und „sich insbesondere an ein vorinformiertes Publikum“ richte.